# Хоканские языки
Хоканские языки (хока) — гипотетическое объединение десятка малых языков, распространённых в Калифорнии и Мексике. За почти 100 лет существования данная гипотеза почти не получила надёжных свидетельств. Хотя некоторые языки, включаемые в данную семью, действительно могут оказаться родственными, особенно в северной Калифорнии, лишь немногие лингвисты в настоящее время считают данную гипотезу достоверной.
Название «хокские языки» происходит от названия слова «два» в ряде предполагаемых хокских языков: *xwak в прото-юманском, c-oocj ([koːkx]) в языке сери, hak в ачумави и т. п.
Языки, которые предположительно относятся к хоканским, распространены среди следующих народов: помо на калифорнийском побережье, ряд других народов около горы Шаста, озера Тахо, юмские народы вдоль низовий реки Колорадо. Некоторые лингвисты также включают чумашские языки или другие языковые семьи, однако надёжных доказательств в пользу этого пока не получено.
По мнению Риве, к хоканским также относился язык юруманги (Колумбия). Данная гипотеза не была принята другими лингвистами.

## Предполагаемый состав
Хоканские языки (28 языков):
- Эсселенско-юманские языки (10)
  - Эсселенский язык
  - Кочими-юманские языки
- Северные хоканские языки (13)
  - Чимарико
  - Языки карок-шаста (4)
    - Карок
    - Шаста-палайхнийские языки (3)
      - Палайнихские языки (2)
      - Шастанские языки (4)

  - Помоанские языки (7)
  - Языки яна (4, по другой классификации — 4 диалекта одного языка)
- Салинский язык
- Уашо
- Сери

Эдвард Сепир причислял к хоканским языкам также ныне вымершую чумашскую семью и 2 языка юкийской (юки-ваппо) семьи, также ранее распространённой в Калифорнии.
Связь между салинскими языками и языком сери была предложена Э. Сепиром в те времена, когда сведения о языке сери были крайне скудными. Брайт (Bright, 1956) представил небольшое количество данных, которые могли бы, если бы их подтвердили другие независимые данные, стать свидетельством в пользу гипотезы, чего, однако, не произошло. В настоящее время эта связь считается сомнительной, и вряд ли позволяющей объединять языки на уровне семьи. М. Лэнгдон  упомянула эту гипотезу в своём историческом обзоре, но сделала альтернативное предположение о связи между языком сери и рядом других языков (чумашскими, языками чонтал из штата Оахака). Как сери, так и салинские языки в настоящее время считаются изолированными.
Включение текистлатекских языков также не получило большой поддержки.